# Saïd Lahdiri
Saïd Lahdiri, né le 9 février 1948 et mort en 1993, est un homme politique algérien. Membre du Front de libération nationale, il est député de la deuxième circonscription électorale de la wilaya de Béjaïa au cours de la troisième législature (1987-1992).
Un centre de soins de la Mutuelle nationale des travailleurs de l’éducation et de la culture (Munatec), situé à Béjaïa, dans le quartier d'Ihaddaden, a été baptisé du nom de Saïd Lahdiri.